# 어~이! 톤보
어~이! 톤보(オーイ! とんぼ, Tonbo!)는 가와사키 켄이 글을 쓰고 후루사와 유가 그림을 그린 일본 만화 시리즈이다. 2014년 8월부터 골프 다이제스트의 골프 잡지 주간 골프 다이제스트에 연재되고 있다. OLM이 제작한 TV 애니메이션 시리즈는 2024년 4월부터 2025년 1월까지 방송되었다.

## 구성
이 시리즈는 이가라시 가즈요시가 알 수 없는 이유로 향하는 가상의 히노시마 섬(나카노시마 기반)을 배경으로 한다. 그는 골프에 재능이 있는 소녀 톤보를 만난다.